# HAT-P-27
HAT-P-27（WASP-40とも呼称される）とは、地球から約659光年離れた位置に存在する連星系で、主星であるHAT-P-27A（WASP-40A）はG型主系列星である。HAT-P-27Aの年齢は太陽とほぼ同じ44億年である。HAT-P-27Aは重元素が豊富で、鉄の濃度は太陽の195%である。
非常に暗い伴星であるHAT-P-27B（WASP-40B）は2015年に0.656″離れた位置で検出され、2016年にこの系に物理的に結合していることが証明された。
| 太陽 | HAT-P-27A |
| ---- | --------- |
| 太陽 | Exoplanet |

## 惑星系
2011年に、トランジットを起こす太陽系外惑星HAT-P-27b（HAT-P-27Ab、WASP-40b、WASP-40Ab）が検出された。この惑星の平衡温度は 1207 ± 41 Kである。2013年の観測ではロシター効果が観測されなかったため、主星の赤道面に対する惑星の軌道の傾きを測定することができなかった。HAT-P-27bは主星に非常に近いにもかかわらず、軌道減衰は検出されていない。
この系にさらに惑星が存在する可能性は2015年以来疑われている。
2024年、海王星に類似した惑星候補を検出したことが報告された。大きさは海王星と類似していると予想されるが、主星からの距離が近いため海王星よりはるかに高温で、この惑星候補の1年は1日5時間で、平衡温度は 1,426 K (1,153 °C) とされている。この惑星候補の存在を確認するには、さらなる観測が必要である。
| 名称 （恒星に近い順） | 質量               | 軌道長半径 （天文単位） | 公転周期 (日)     | 軌道離心率  | 軌道傾斜角 | 半径                  |
| --------------------- | ------------------ | ----------------------- | ----------------- | ----------- | ---------- | --------------------- |
| b                     | 0.660±0.033 MJ     | 0.0403±0.0005           | 3.039586±0.000012 | 0.078±0.047 | 85.0±0.2°  | 1.038+0.077 −0.058 RJ |
| c (未確認)            | 17.8+13.8 −0.81 M⊕ | —                       | 1.1994(2)         | <0.19       | —          | 4.33±0.44 R⊕          |